# Alaksandr Nowikau
Alaksandr Nowikau (białor. Аляксандр Новікаў, ros. Александр Новиков, ur. 30 października 1985) – białoruski wioślarz, reprezentant Białorusi w wioślarskiej czwórce podwójnej podczas Letnich Igrzysk Olimpijskich w Pekinie.

## Osiągnięcia
- Mistrzostwa Świata – Eton 2006 – czwórka podwójna – 11. miejsce[2].
- Mistrzostwa Świata – Monachium 2007 – czwórka podwójna – 12. miejsce[2].
- Igrzyska Olimpijskie – Pekin 2008 – czwórka podwójna – 11. miejsce[1].